# Родовища будівельних пісків Житомирської області
Родовища будівельних пісків у Житомирській області зустрічаються досить часто. За генезисом вони поділяються на алювіальні, льодовикові та еолові.
Характерними для алювіальних відкладів є Ігнатпільське та Межирічанське родовища. Корисна товща в них представлена різнозернистими та крупнозернистими пісками кварцового складу з гравієм та галькою кристалічних порід і уламками кременю. Середня її потужність становить 17 м. Розкривні породи потужністю 3—15 м представлені суглинками та некондиційними пісками. Зазначені родовища експлуатуються.
Поклади піску льодовикового та еолового генезису, які мають значне поширення, використовуються лише для місцевих потреб і не розвідувалися. Виняток становить Озерянське родовище пісків — базове для виробництва залізобетону на Новоозерянському комбінаті ЗБВ, який використовує кварцити білокоровицької світи.